# Amt Bordesholm
Amt Bordesholm er et amt i det nordlige Tyskland, beliggende i den sydøstlige del af Kreis Rendsburg-Eckernförde. Kreis Rendsburg-Eckernförde ligger i delstaten Slesvig-Holsten. Amtets administration er beliggende i byen Bordesholm.

## Kommuner i amtet
- Bissee
- Bordesholm
- Brügge
- Grevenkrug
- Groß Buchwald
- Hoffeld
- Loop
- Mühbrook
- Negenharrie
- Reesdorf
- Schmalstede
- Schönbek
- Sören
- Wattenbek

## Historie
Efter opløsningen af Kloster Bordesholm i 1566 som følge af reformationen opstod i området Bordesholm Amt, der hørte under hertugerne af Slesvig-Holsten-Gottorp. Ved den preussiske forvaltningsreform i 1867 blev amtet erstattet med Kreis Bordesholm/Kiel med sæde i Bordesholm. Denne Kreis blev senere opløst, og af dens 18 Amtsbezirke opstod det nuværende amt.
I 1947 omfattede Amt Bordesholm-Land de otte kommuner Grevenkrug, Hoffeld, Loop, Mühbrook, Schmalstede, Schönbek, Sören og Wattenbek.
Med Kreis- og Amtsreformen i 1970 blev amtet Brügge i Kreis Plön nedlagt. 1. juni 1970 indgik de fem kommuner Bissee, Brügge, Groß Buchwald, Negenharrie og Reesdorf i Bordesholm-Land. De tilbageværende kommuner Böhnhusen, Schönhorst og Techelsdorf indgik i Amt Flintbek.
1. juli 2007 dannede kommunerne fra Amt Bordesholm-Land og kommunen Bordesholm Amt Bordesholm.